# شيغه-رو يوشيدا (دبلوماسي)
شيغه-رو يوشيدا (باليابانية: 吉田茂؛ بالكانا: よしだ しげる) هو دبلوماسي ياباني، ولد في 2 سبتمبر 1885 في أوسوكي في اليابان، وتوفي في 2 سبتمبر 1954 في طوكيو في اليابان.